# ليزا شبالت
ليزا شبالت Lisa Spalt (ولدت في 16 أكتوبر 1970 -) في هوهينيمس هي كاتبة نمساوية تعيش في فيينا.

## مسيرتها
نشرت العديد من الأعمال في إطار الأدب التجريبي، ومن بينها في عام 2003 الكتاب ذي الجزأين saschaident. saschaideal ويحكي الجزء الأول قصة تكون وتحلل شخصية ساشا، ويحكي الجزء الثاني قصة ساشا حسب مبدأ Stille-Post-Prinzip . وتظل الأصوات متماثلة في كل فصل وتبنى حولها قصص جديدة.